# Alimata Traoré Touré
Pour les articles homonymes, voir Traoré.
 (mars 2023).
Alimata Traoré Touré, née le 14 novembre 1948 à San, est une femme politique malienne. Elle a notamment été ministre de l'Industrie, du Commerce et des Transports de 2000 à 2002.

## Biographie

### Jeunesse et formation
Alimata Traoré obtient une maîtrise en économie à l'École nationale d'administration de Bamako et un diplôme d'études supérieures spécialisées en banque.

### Carrière professionnelle
Elle est PDG des Huileries cotonnières du Mali puis de la Société nationale de tabac et allumettes du Mali.[Quand ?]
Elle est présidente du Conseil d'administration de l'Agence nationale de l'aviation civile du Mali de 2009 à 2016.

### Carrière politique
Elle occupe le poste de ministre de l'Industrie, du Commerce et des Transports du 21 février 2000 au 14 juin 2002.

## Vie privée
Elle est l'épouse de l'ancien Premier ministre Younoussi Touré.